# Take the 'A' Train
"Take the 'A' Train" es un estándar de jazz compuesto por Billy Strayhorn cuya melodía caracterizó a la orquesta Duke Ellington. En 1999, National Public Radio incluyó esta canción en "NPR 100", en la cual los editores de música de NPR buscaron compilar las cien obras musicales estadounidenses más importantes del siglo XX.
El título se refiere a la línea del metro de la ciudad de Nueva York que la atraviesa (la línea A). La cual, en ese momento iba desde el este de Brooklyn, por la línea de Fulton Street abierta en 1936, hasta Harlem y el norte de Manhattan, utilizando la línea de la Octava Avenida en Manhattan (la cual abrió en 1932).
En 1939 Duke Ellington le ofreció a Strayhorn un trabajo en su organización y le dio dinero para viajar de Pittsburgh a Nueva York. Ellington le escribió instrucciones para que Strayhorn llegara a su casa en metro, instrucciones que comenzaban con: "Toma el tren A (Take the A-train)".  Strayhorn era un gran admirador de los arreglos de Fletcher Henderson. De acuerdo con Strayhorn, un día, estaba pensando en su estilo, la forma en que escribió para trompetas, trombones y saxofones, y pensó que quería intentar algo así.
Basada libremente en la estructura cordal de "Exactly Like You", la canción combina el impulso propulsor de la banda de Ellington de la década de 1940 con la sofisticación segura de Ellington y la élite negra que habitaba Sugar Hill en Harlem. La melodía está en forma AABA, en la clave de do mayor, y cada sección es un pareado lírico (La versión de la banda de Ellington comienza en do y sube a la clave de mi bemol mayor después del segundo coro). 
Strayhorn escribió varios versos junto con la música. Sin embargo, inicialmente la canción fue reproducida de forma instrumental por la radio. Finalmente, la cantante Joya Sherrill escribió la letra de la primera grabación, aunque posteriormente cada intérprete la adaptaba su estilo y preferencias. En el caso de Sherrill, cantaba “You must take the “A” train / to go to Sugar Hill, way up in Harlem”. Por su parte, Ella Fitzgerald la interpretaba como “You must take the “A” train / if you wanna go to Harlem”.

## Interpretaciones
- Clifford Brown con Max Roach - Estudio en Brown (1955)[6]
- Joya Sherrill, fue la compositora de la letra[5]
- Ella Fitzgerald cantó y grabó esta canción muchas veces desde 1957 en adelante
- Duke Ellington - Hollywood, (1941)[6]
- Joe Henderson – Lush Life (1991)
- Billy Strayhorn – The Peaceful Side of Billy Strayhorn
- Sun Ra – Piano Recital (1977)
- Bob Wills and His Texas Playboys – San Francisco (1947)
- Herman Brood – Back on the Corner (1999)
- Prince- played live in : 1987 (horn interpolation in It’s Gonna Be A Beautiful Night) , 1988 (horn interpolation in Housequake / It’s Gonna Be A Beautiful Night) , 1989 (horn interpolation in It’s Gonna Be A Beautiful Night) , 1993 (horn interpolation in It’s Gonna Be A Beautiful Night) , 1997 (horn interpolation in Sleep Around, Sleep Around / I Feel All Right) , 2000 (horn interpolation in America) 2002 (horn interpolation in Asswoop / Strollin’, Things Ain’t What They Used To Be)